# 히키노촌
히키노촌(일본어: 引野村)은 일본 히로시마현 후카야스군에 있던 촌이다. 현재의 후쿠야마시 히키노정에 해당한다.